# Bishop's Castle

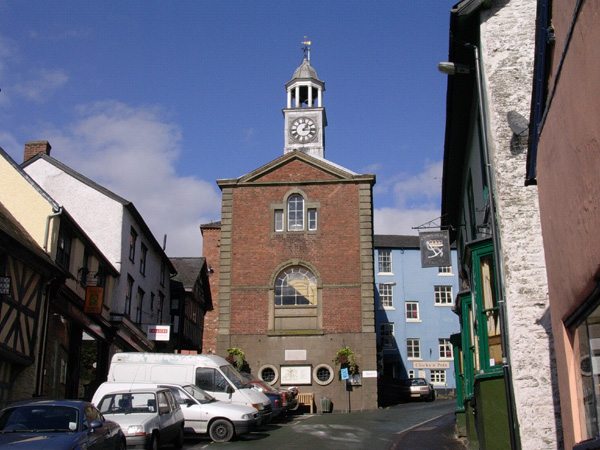
El ayuntamiento de Bishop’s Castle.

Bishop’s Castle es una villa inglesa en el suroeste del condado de Shropshire, situado a dos kilómetros  de la frontera con el condado galés de Powys. En el censo de 2001 Bishop’s Castle tuvo una población de 1.630, por eso la única villa en Shropshire que es más pequeña es Clun (población 692).
En el idioma español su nombre traduce como El Castillo del Obispo. En la época Sajona, había un hombre conocido como Edward Shakehead (Eduardo que Agita la Cabeza), debido a su parálisis. Fue curado por el Obispo de Hereford, y dio su castillo en madera al obispo, en adición a su tierra (72 km²) . Después de la conquista de Inglaterra por los normandos en 1066, una villa y un castillo en piedra fueron construidos. En 1249 el rey Enrique III de Inglaterra dio Bishop’s Castle un mercado cada viernes y una fiesta cada junio. El nombre Bishop’s Castle fue mencionado para la primera vez en 1281.  De 1865 a 1935 era un ferrocarril de Bishop’s Castle al este a la villa de Craven Arms. Era para transportar el carbón y las vacas.
Desde 1997, Bishop's Castle está hermanada con Saint-Marcel, una villa francesa en la región de Alta Normandía.